# Targhe d'immatricolazione dell'India
Le targhe d'immatricolazione dell'India sono emesse da appositi uffici, denominati Regional Transport Office (RTO), presenti in ogni distretto degli stati e territori che compongono il Paese. La targa deve essere posta sia sul davanti che sul retro del veicolo ed è formata da lettere dell'alfabeto latino e cifre arabe.

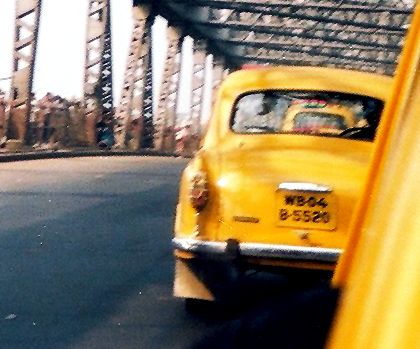
La targa di un taxi a Calcutta

## Descrizione

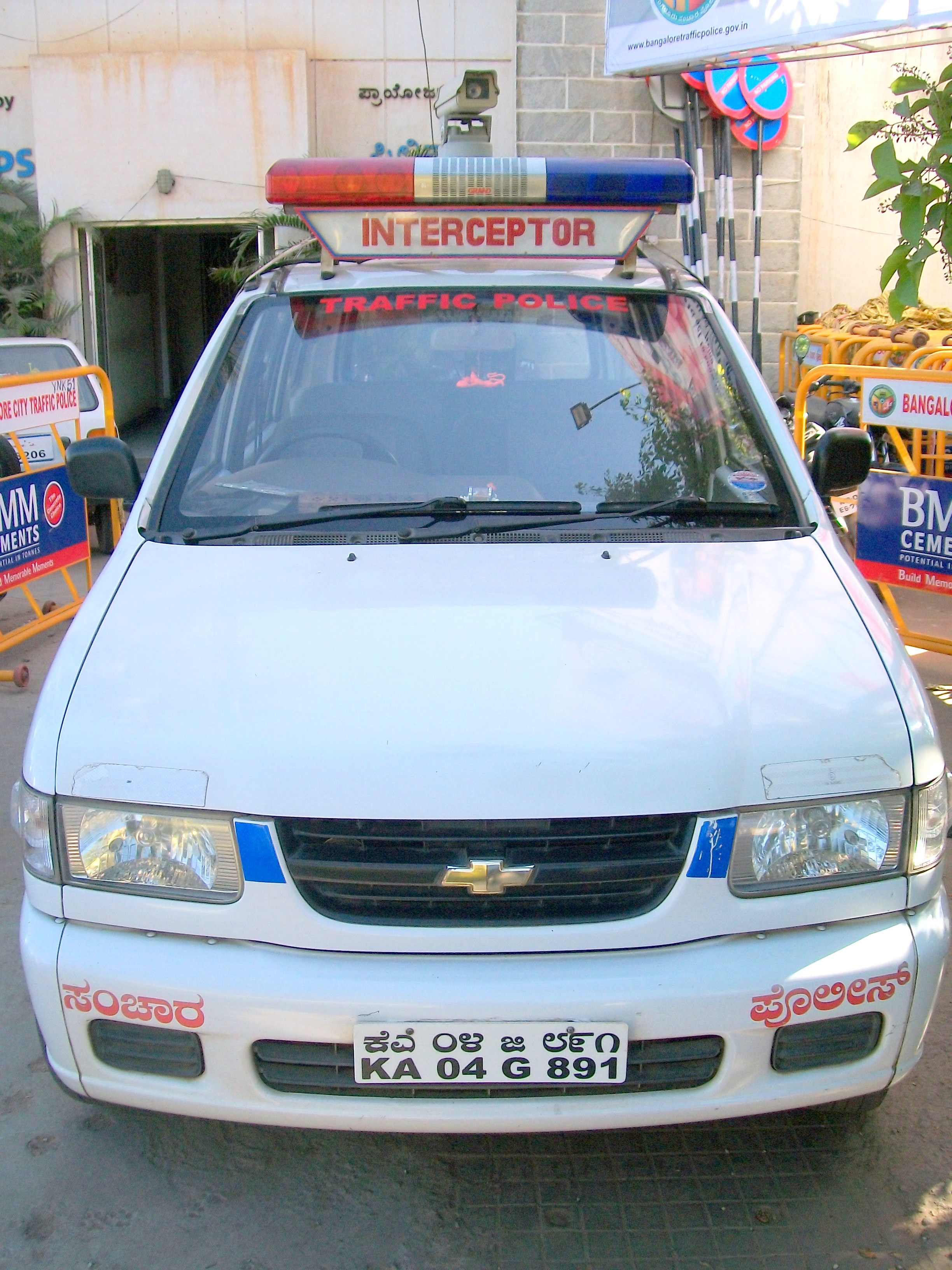
Targa anteriore di un'autovettura in dotazione alla Polizia stradale con formato bilingue

Il formato delle targhe può essere quadrato con lettere e numeri su due righe sovrapposte o rettangolare con un'unica riga o più raramente con due. Il colore della targa è bianco con la scritta in nero per i veicoli a uso privato e giallo con la scritta in nero per i veicoli a uso pubblico o commerciale. In quest'ultimo caso, sulla parte posteriore di entrambe le fiancate del veicolo, la targa deve essere riprodotta a stampa, sempre con sfondo giallo e scritta in nero. Le targhe delle vetture di autorità locali o nazionali a volte sono bilingue: le scritte con i caratteri hindi sono posizionate sopra quelle con le lettere dell'alfabeto latino e le cifre arabe.

### Targhe ordinarie
- Veicoli privati:
  - quelli alimentati a benzina o diesel o ibridi, per impostazione predefinita, hanno scritte nere su sfondo bianco (es.: AP 02 BK 1084)
  - quelli elettrici puri si distinguono per le scritte bianche su sfondo verde (es.: AP 21 BP 7331)
- Veicoli commerciali:
  - i veicoli commerciali come taxi, autobus e camion, per impostazione predefinita, hanno scritte nere su sfondo giallo (es.: UP 19 D 0343)
  - i veicoli disponibili a noleggio per guida autonoma presentano scritte gialle su sfondo nero (es.: KA 08 J 9192)
  - i veicoli elettrici puri (non ibridi) hanno scritte gialle su sfondo verde (es.: MH 12 RN 1289)
- Veicoli diplomatici:
  - quelli immatricolati presso un'ambasciata o le Nazioni Unite recano scritte bianche su sfondo azzurro (es.: 199 CD 1 e 23 UN 1 rispettivamente)
  - quelli immatricolati presso un consolato hanno caratteri neri su sfondo giallo (es.: 199 CC 999)
- Veicoli immatricolati dalle forze armate indiane: 
presentano scritte bianche a partire da una freccia su sfondo nero (es.: ↑03D 153874H)

### Targhe provvisorie
- I veicoli invenduti appartenenti a un concessionario o a un rivenditore si distinguono per i caratteri bianchi su sfondo rosso (es.: HR 26 TC 7174)
- I veicoli venduti in attesa di immatricolazione permanente hanno scritte rosse su sfondo giallo (es.: TS 07 D TR 2020)

### Caratteristiche del formato standard in uso
Il formato attuale è composto da quattro parti:
- Le prime due lettere indicano lo Stato o il territorio in cui il veicolo è immatricolato.
- I numeri a due cifre successivi sono il numero sequenziale di un distretto; a causa del forte incremento di immatricolazioni di veicoli, vengono assegnati anche dagli uffici di immatricolazione dell'RTO.
- La terza parte è costituita da una, due o tre lettere; non è sempre presente perché non è utilizzata in tutti gli stati. Serve per quantificare i veicoli immatricolati e/o classificarli.
- La quarta parte è un numero da 1 a 9999, unico per ogni targa. Subentra una lettera quando il numero di 4 cifre si esaurisce, in seguito due lettere e così via.

A differenza di molti altri stati, le moto portano una targa sul retro e sulla parte anteriore; molti veicoli ne hanno anche alcuni sui lati.
Questo schema di numerazione presenta alcuni vantaggi:
- è possibile individuare lo Stato o il distretto di immatricolazione di un determinato veicolo;
- nel caso di un'indagine della polizia su un incidente o su un crimine legato al veicolo, dal momento che i testimoni di solito ricordano le lettere iniziali del codice identificativo dell'area di immatricolazione, è abbastanza semplice restringere i veicoli sospetti a un numero molto più piccolo controllando la banca dati senza dover conoscere la numerazione completa.

#### Esclusione di alcune lettere alfabetiche
- Le lettere O e I non sono usate per evitare confusione rispettivamente con le cifre 0 o 1

## Stati e territori

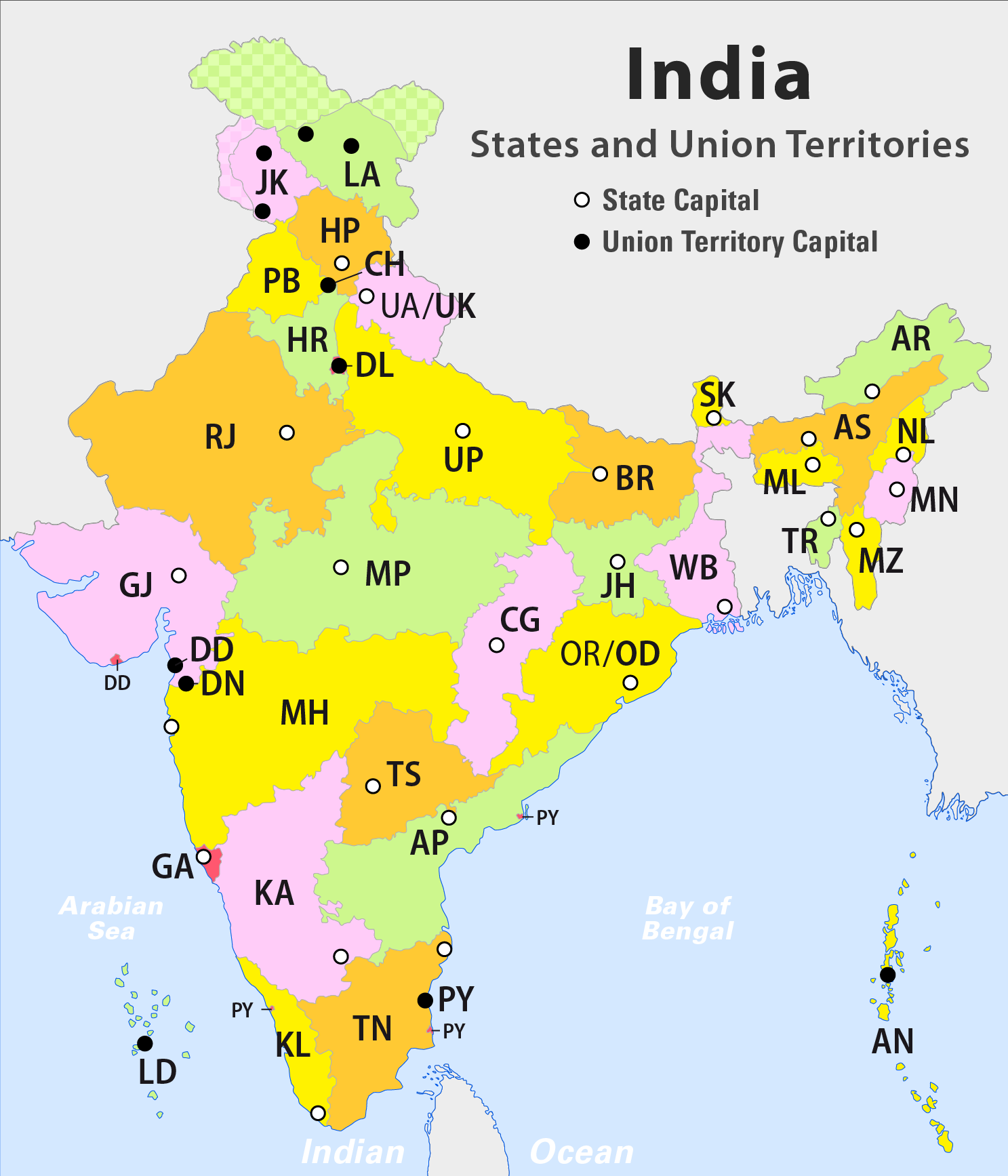
L'India suddivisa in stati e territori con le rispettive sigle usate nelle targhe d'immatricolazione

| Stato o territorio                 | Sigla | Immagine                          |
| Andamane e Nicobare                | AN    |                                   |
| Andhra Pradesh                     | AP    |                                   |
| Arunachal Pradesh                  | AR    |                                   |
| Assam                              | AS    |                                   |
| Bihar                              | BR    |                                   |
| Chandigarh                         | CH    |                                   |
| Chhattisgarh                       | CG    |                                   |
| Dadra e Nagar Haveli e Daman e Diu | DD    |                                   |
| Delhi                              | DL    |                                   |
| Goa                                | GA    |                                   |
| Gujarat                            | GJ    |                                   |
| Haryana                            | HR    |                                   |
| Himachal Pradesh                   | HP    |                                   |
| Jammu e Kashmir                    | JK    |                                   |
| Jharkhand                          | JH    |                                   |
| Karnataka                          | KA    |                                   |
| Kerala                             | KL    | vehicle number plate Kerala India |
| Laccadive (Lakshadweep)            | LD    |                                   |
| Ladakh                             | LA    |                                   |
| Madhya Pradesh                     | MP    |                                   |
| Maharashtra                        | MH    |                                   |
| Manipur                            | MN    |                                   |
| Meghalaya                          | ML    |                                   |
| Mizoram                            | MZ    |                                   |
| Nagaland                           | NL    |                                   |
| Odisha                             | OD    |                                   |
| Puducherry                         | PY    |                                   |
| Punjab                             | PB    |                                   |
| Rajasthan                          | RJ    |                                   |
| Sikkim                             | SK    |                                   |
| Tamil Nadu                         | TN    |                                   |
| Telangana                          | TG    |                                   |
| Tripura                            | TR    |                                   |
| Uttar Pradesh                      | UP    |                                   |
| Uttarakhand                        | UK    |                                   |
| Bengala Occidentale (West Bengal)  | WB    |                                   |
| ---------------------------------- | ----- | --------------------------------- |

### Codici non più utilizzati
| Codice | Stato o territorio   |
| DN     | Dadra e Nagar Haveli |
| OR     | Orissa               |
| TS     | Telangana            |
| UA     | Uttaranchal          |
| ------ | -------------------- |

## Lettere identificative della categoria di veicolo
In alcuni Stati o territori (come quello di Delhi) lo zero iniziale del numero del distretto viene omesso, quindi il codice numerico del distretto 2 di Delhi appare come DL 2 e non DL 02.
Il territorio di Delhi fa emettere una lettera aggiuntiva nelle rispettive targhe d'immatricolazione, del tipo DL 9 LAA 1111, dove DL è il codice corrispondente a Delhi, mentre la L rappresenta la lettera indicante la categoria del veicolo: la A è riservata alle ambulanze, la S viene assegnata ai veicoli a due ruote, la C alle autovetture e ai SUV, la E ai veicoli elettrici (solo in alcuni casi), la P agli automezzi adibiti al trasporto pubblico di passeggeri come gli autobus e i pullman, la R ai risciò, la T ai veicoli con licenza di trasporto turistico di passeggeri e ai taxi, la V ai pick-up e furgoni (van), infine la Y ai veicoli a noleggio. 
Questo sistema è applicato anche in altri Stati. Ad esempio nelle targhe del Rajasthan la P posposta al codice a due lettere dello Stato (RJ) e al numero del distretto identifica un veicolo adibito al trasporto di passeggeri, la C un'autovettura, la S uno scooter e la G un automezzo adibito al trasporto merci.

## Immatricolazioni emesse centralmente (serie "BH")

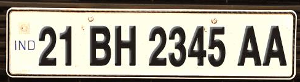
Targa di un veicolo immatricolato centralmente con la serie "BH"

In base a una notifica diramata il 26 agosto 2021 dal Ministero dei trasporti indiano, da settembre dell'anno sopra specificato le immatricolazioni possono essere emesse centralmente, indipendentemente dallo stato di residenza del proprietario del veicolo. Essendo rilasciate solo a veicoli usati privatamente, vengono emesse solo targhe nere su fondo bianco. Il numero di registrazione è composto da due cifre che rappresentano le ultime cifre dell'anno della prima immatricolazione, la sigla BH che sta per Bharat, cioè "India" in hindi, quattro cifre che avanzano progressivamente da 0000 a 9999 e una o due lettere seriali da A(A) a Z(Z), escludendo le lettere I e O che non vengono utilizzate.

## Automezzi militari

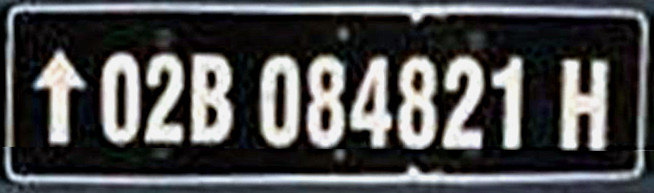
Targa di un automezzo militare

I veicoli militari hanno un sistema di numerazione unico. L'immatricolazione è a cura del Ministero della Difesa, che ha sede a Nuova Delhi. Il primo (a volte il terzo) carattere è una freccia rivolta verso l'alto. Questo carattere è noto come "freccia larga", ancora usato in molte parti del Commonwealth su vari oggetti di pertinenza dell'esercito, non solo veicoli. Le due cifre posposte alla freccia indicano l'anno di immatricolazione del veicolo e precedono una lettera, seguita dal numero di serie progressivo. La lettera in coda alla numerazione indica la categoria del veicolo (ad es. la "H" nella targa della foto).

## Veicoli del personale diplomatico e delle Nazioni Unite

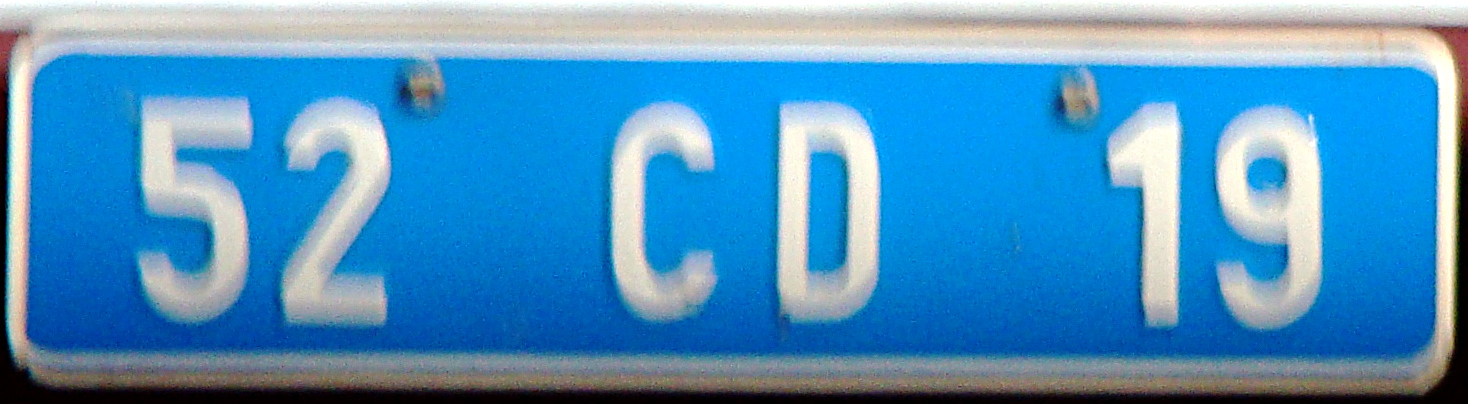
Targa apposta su un veicolo del personale diplomatico dei Paesi Bassi (numero 52)

I veicoli appartenenti a missioni estere recano le sigle UN, IOD, CD o CC, che stanno rispettivamente per Nazioni Unite, organizzazione internazionale, Corpo diplomatico (personale in missione o di un'ambasciata) e Corpo consolare (personale di un consolato). Le targhe sono di colore azzurro con caratteri bianchi, fatta eccezione per i veicoli dei Corpi consolari, le cui targhe si contraddistinguono per il testo giallo su fondo azzurro. Il numero di 1-3 cifre che precede la sigla identifica lo Stato della rappresentanza. Ad esempio, una targa con la numerazione 77 CD xxxx si riferisce a un veicolo di proprietà della missione statunitense in India o di un agente diplomatico che lavora per la missione suddetta.
Alle automobili con targa UN, IOD, CD o CC viene concessa l'immunità diplomatica o consolare attribuita dal Ministero degli affari esteri indiano. L'immunità è nulla se un veicolo targato UN, CD o CC è guidato da un autista o da un non diplomatico in assenza di un funzionario accreditato del corpo diplomatico o consolare.

## Immatricolazioni provvisorie
Non appena un veicolo viene acquistato, il concessionario o rivenditore emette una targa temporanea adesiva con le lettere fisse TR (che stanno per To Register, ossia "da immatricolare") rosse su fondo giallo anteposte alla numerazione seriale progressiva. Questa placca è valida per un mese, durante il quale il proprietario deve immatricolare il veicolo nel RTO di competenza dello Stato o territorio in cui egli risiede per farsi rilasciare una targa standard. Alcuni Stati, come il Tamil Nadu, non consentono la circolazione sulle strade di veicoli con piastre provvisorie, pertanto il concessionario consegna il veicolo all'acquirente solo dopo che l'iter di immatricolazione è stato ultimato. Per registrare un veicolo, deve essere presentato all'ufficio del RTO, dove un ispettore automobilistico verificherà l'indirizzo del richiedente e altri dettagli, confermerà che i numeri del motore e del telaio sono identici a quelli riportati nella domanda ed emetterà un certificato di immatricolazione permanente, che di solito è valido per 20 anni ed è uno dei quattro documenti importanti che il proprietario di un veicolo dovrebbe sempre avere; gli altri sono un'assicurazione valida, un certificato di controllo dei gas di scarico e la patente di guida. Gli intestatari di veicoli di pubblica utilità come autobus, camion, taxi e furgoni pick-up devono avere con sé dei documenti aggiuntivi: un certificato di pedaggio stradale e un permesso di trasporto.